# Vườn quốc gia Whanganui
Vườn quốc gia Whanganui là một vườn quốc gia nằm ở đảo Bắc của New Zealand. Được thành lập vào năm 1986, nó có diện tích 742 km² trong khu vực giáp với sông Whanganui, do sáp nhập diện tích đất Hoàng gia, rừng quốc gia và một số khu bảo tồn trước đây. Tuy nhiên, dòng sông không phải là một phần của vuờn quốc gia này.
Vườn quốc gia này bảo vệ môi trường sinh sống của nhiều loài động thực vật trong đó có chim kiwi nâu đảo Bắc (Apteryx mantelli), Vịt lam, Chích xám, Bồ câu New Zealand, Vành khuyên, Chim bạc má Snares, chim Mục sư và Mohoua trắng,